# Hupmobile
Hupmobile fue la marca de los automóviles construidos desde 1909 hasta 1939 por la Hupp Motor Car Company de Detroit. Su prototipo inicial se presentó en 1908, y superó su primera prueba con éxito el 8 de noviembre, con los inversores a bordo para ir a comprar champán en el Hotel Tuller, a pocas manzanas de distancia. La empresa se constituyó en noviembre de ese mismo año. El primer modelo de Hupmobile, el Hupp 20, se presentó en el Salón del Automóvil de Detroit de 1909. Fue un éxito instantáneo.

## Historia

### Fundación

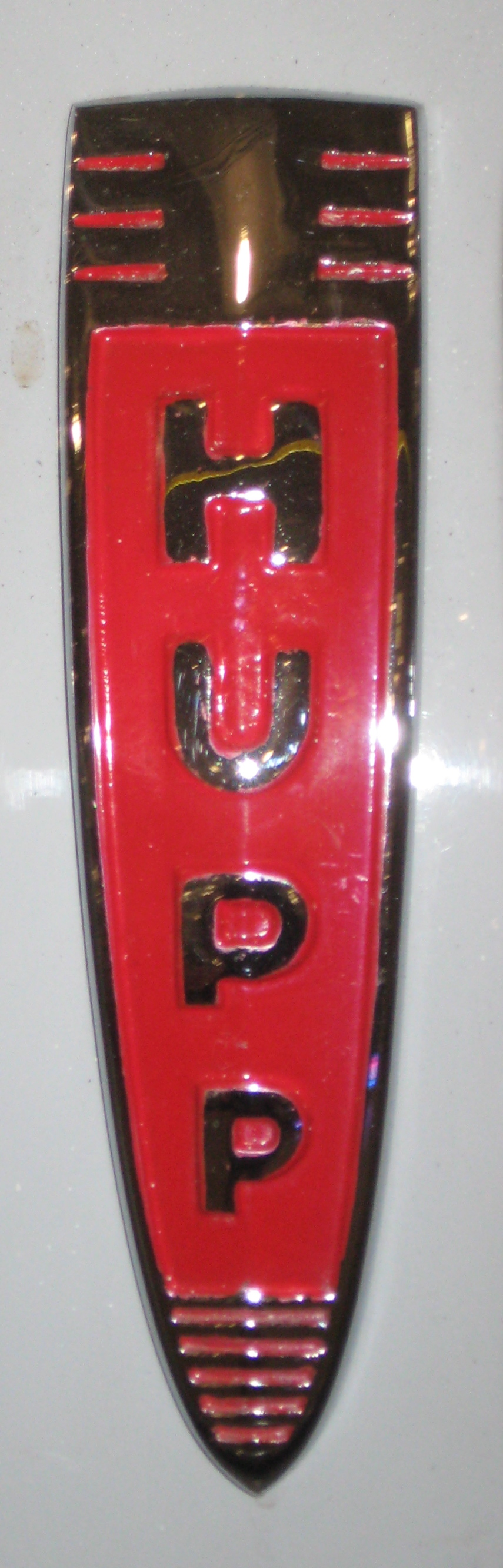
Hupp: emblema del radiador de un Skylark de 1941

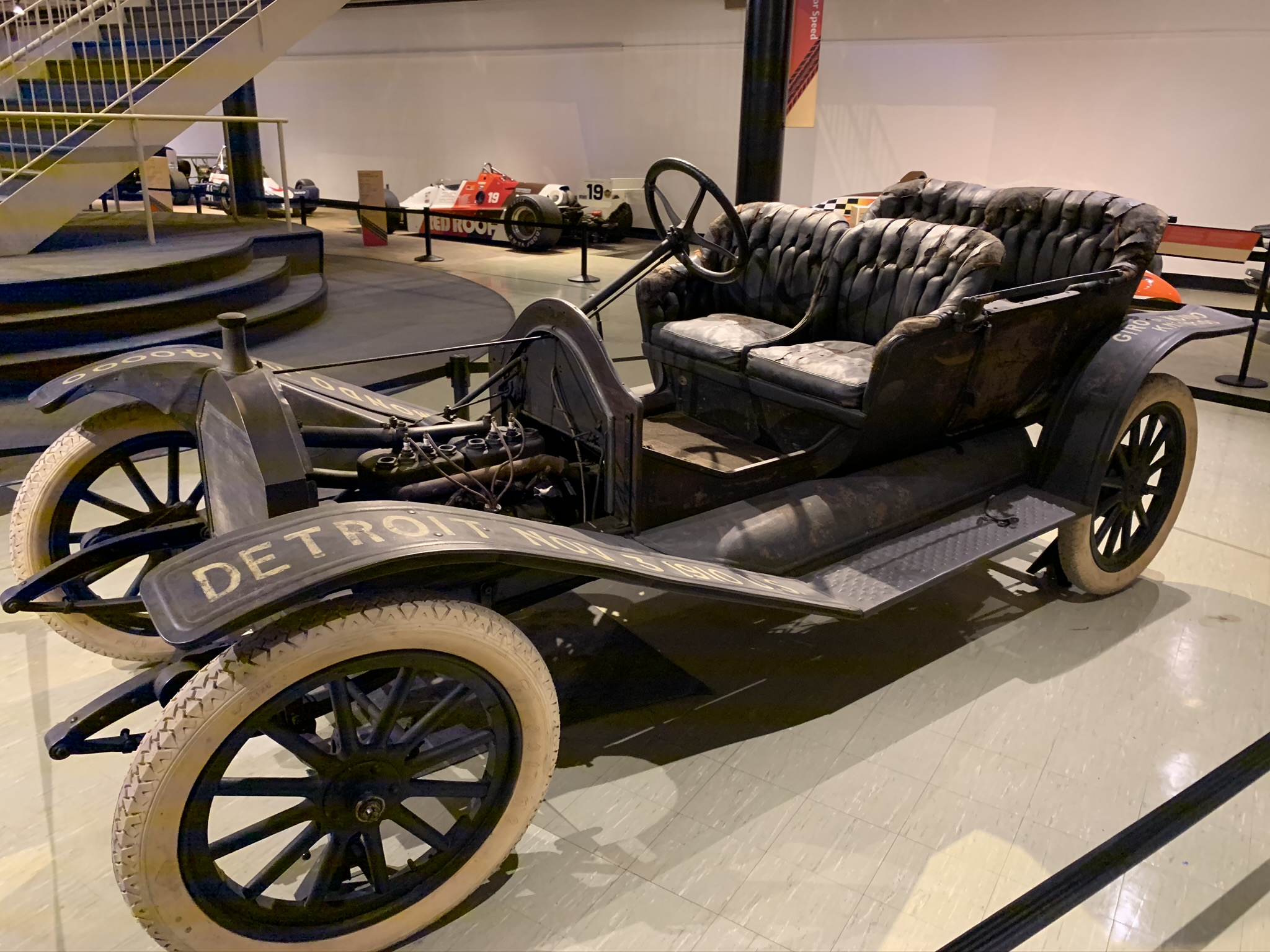
Hupmobile de 1911 en el Museo Crawford Auto-Aviation

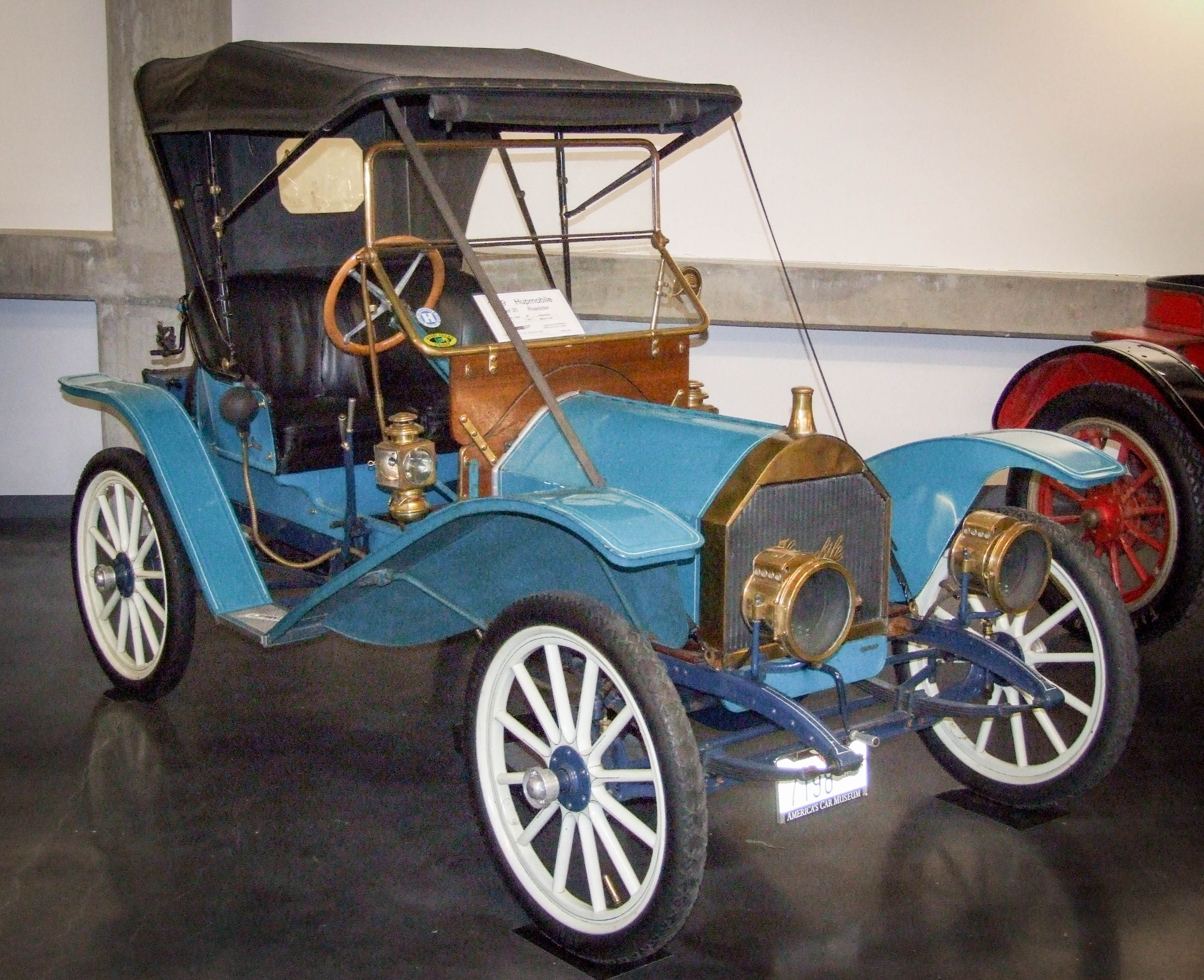
Modelo 20 Runabout (1909)

En 1909, Robert Craig Hupp (más conocido como Bobby Hupp) cofundó la Hupp Motor Car Company con Charles Hastings (anteriormente en Oldsmobile), quien aportó los primeros 8500 dólares estadounidenses para fabricar el automóvil de Hupp. A ellos se unieron los inversores J. Walter Drake, Joseph Drake, John Baker y Edwin Denby. Drake resultó elegido presidente; y Hupp fue nombrado vicepresidente y gerente general. Emil Nelson, antes de Oldsmobile y Packard, se unió a la empresa como ingeniero jefe. Hastings fue nombrado subdirector general. A finales de 1909, el hermano de Bobby, Louis Gorham Hupp, dejó su trabajo en el Ferrocarril Central de Míchigan, en Grand Rapids, y se unió a la empresa.
Hupp Motors obtuvo 25.000 dólares (equivalente a unos 847778 hoy) en depósitos en efectivo en el salón del automóvil de 1909 (la capitalización más baja de los ocho principales fabricantes de automóviles de Detroit,) para comenzar a fabricar el Hupp 20. Los primeros autos se construyeron en un pequeño edificio en el 345 (ahora 1161) de Bellevue Avenue en Detroit, Míchigan. La compañía inmediatamente desbordó este espacio y comenzó la construcción de una fábrica a unas pocas cuadras, en E. Jefferson Avenue con Concord, junto a la antigua planta de Oldsmobile. La empresa produjo 500 vehículos del modelo de 1909 (en el otoño de 1909). La producción aumentó a más de 5000 unidades para el modelo del año 1910.
Henry Ford le hizo al Hupp 20 el máximo cumplido. "Recuerdo haber visto el roadster de Bobby Hupp en la primera exhibición en la que se mostró y me pregunté si alguna vez podríamos construir un automóvil tan bueno por tan poco dinero".

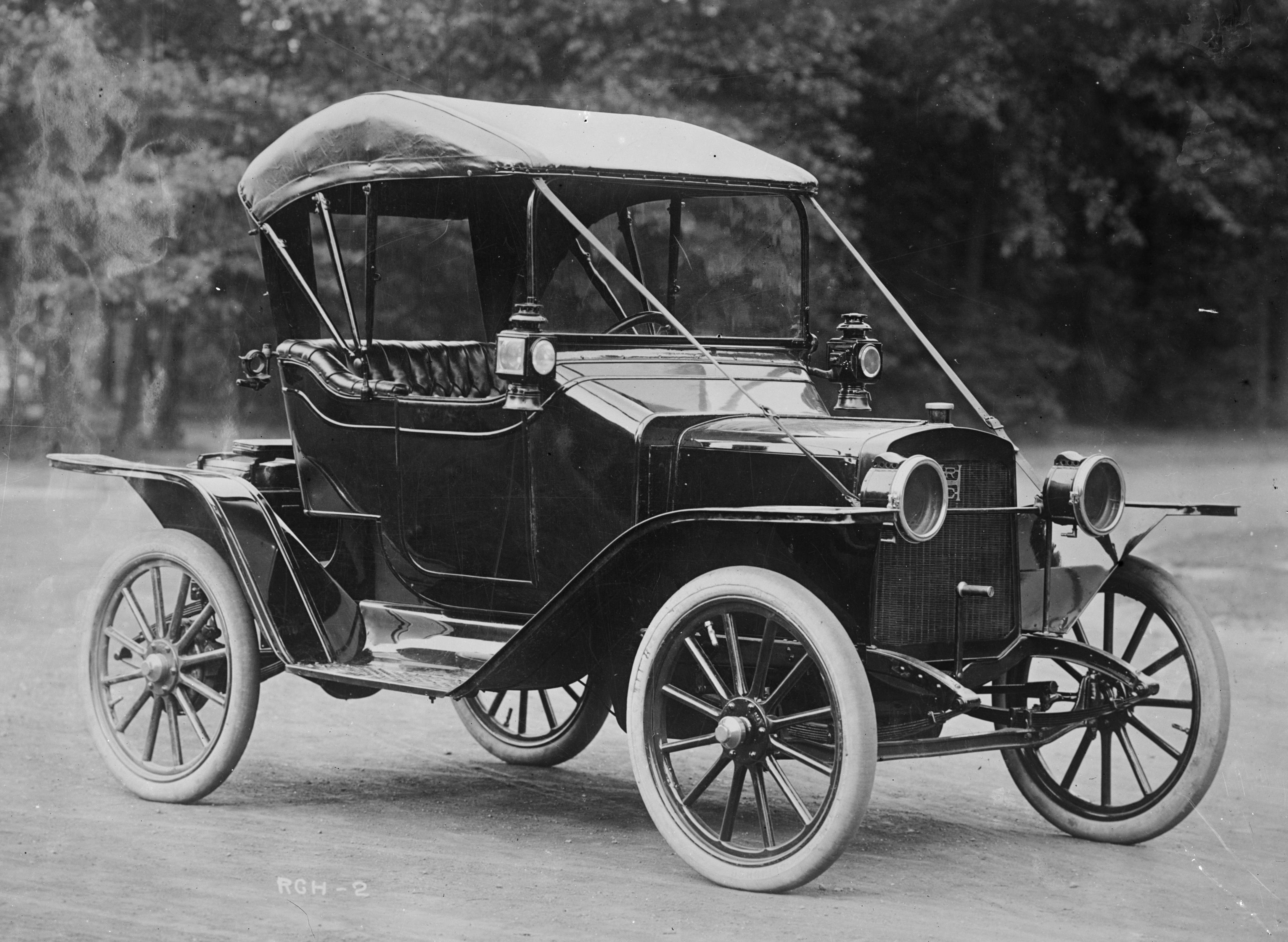
RCH runabout (1912)

Sin embargo, desavenencias entre la junta directiva de la empresa y su fundador Robert Craig Hupp, llevaron a este a crear una nueva compañía, la Hupp Corporation, que en 1911 inició la producción de un coche eléctrico, el Hupp-Yeats. Tras una serie de pleitos motivados por el parecido del nombre de las dos compañías, Robert Craig Hupp se vio obligado a emplear una nueva denominación, llamando a su compañía RCH Company (con las iniciales de su nombre).
Cuando Hupp dejó definitivamente Hupp Motors en 1913, informó a la compañía de que sus empresas proveedoras dedicarían toda su capacidad a producir piezas para su propia fábrica, la RCH Company. Ante la pérdida del suministro de piezas ahora absorbidas por la RCH y la creciente demanda del Hupmobile, Hupp Motors decidió adquirir 7 acres (2,8 ha) de terreno para instalar una nueva fábrica en Mt. Elliott con Milwaukee, y se trasladó a la nueva planta a finales de abril de 1912. Esta fábrica sería demolida muchos años después, para construir la planta de ensamblaje "Poletown" de General Motors a principios de la década de 1980. Hupp Motors vendió la planta de Jefferson Avenue a la empresa King Motor Car.
Por su parte, RCH quebró en 1915, paradójicamente víctima del éxito de sus modelos Roadster y Touring, cuyas elevadas producciones y bajos precios contribuyeron a descapitalizar fatalmente a la empresa.

### El Hupp 32 "totalmente de acero"
En 1911, Hupp se convirtió en uno de los dos fabricantes de automóviles pioneros en el uso de carrocerías totalmente de acero, uniéndose a BSA en el Reino Unido.
Emil Nelson contactó con la Hale & Kilburn Company de Filadelfia en busca de ayuda para desarrollar una carrocería totalmente metálica para el Hupp 32. Hale & Kilburn había sido pionera en sustituir el hierro fundido por el acero prensado para muchas partes del interior de los vagones de ferrocarril. Según Nelson, “No contrataría a ninguna de las plantas de Detroit” para fabricar una carrocería totalmente de acero para el Hupp 32. Edward Budd y Joseph Ledwinka estaban empleados en Hale & Kilburn en ese momento, Budd como gerente general y Ledwinka como ingeniero. Budd estaba interesado en el proyecto. La empresa había construido algunos paneles de carrocería para King y Paige, pero Budd tenía grandes aspiraciones que el proyecto de Hupp le permitiría hacer realidad.
Budd y Ledwinka trabajaron con Nelson para desarrollar los medios necesarios para poder fabricar el diseño de la nueva carrocería de Nelson. Idearon un sistema en el que los numerosos estampados de acero de la carrocería se soldaban a mano y se apoyaban en un tosco sistema de soportes de hierro en ángulo que mantenían unidos los subconjuntos soldados. Las carrocerías desmontadas se enviaron por ferrocarril a Detroit, donde se volvieron a montar, pintar y recortar en la fábrica de Hupmobile. Tanto el turismo como un cupé se fabricaron mediante este proceso, e incluso se aplicó a la limusina de Hupmobile. En 1911 nadie pensó en patentar el proceso para fabricar carrocerías totalmente de acero (desde luego, ni Nelson, ni Ledwinka ni Budd).

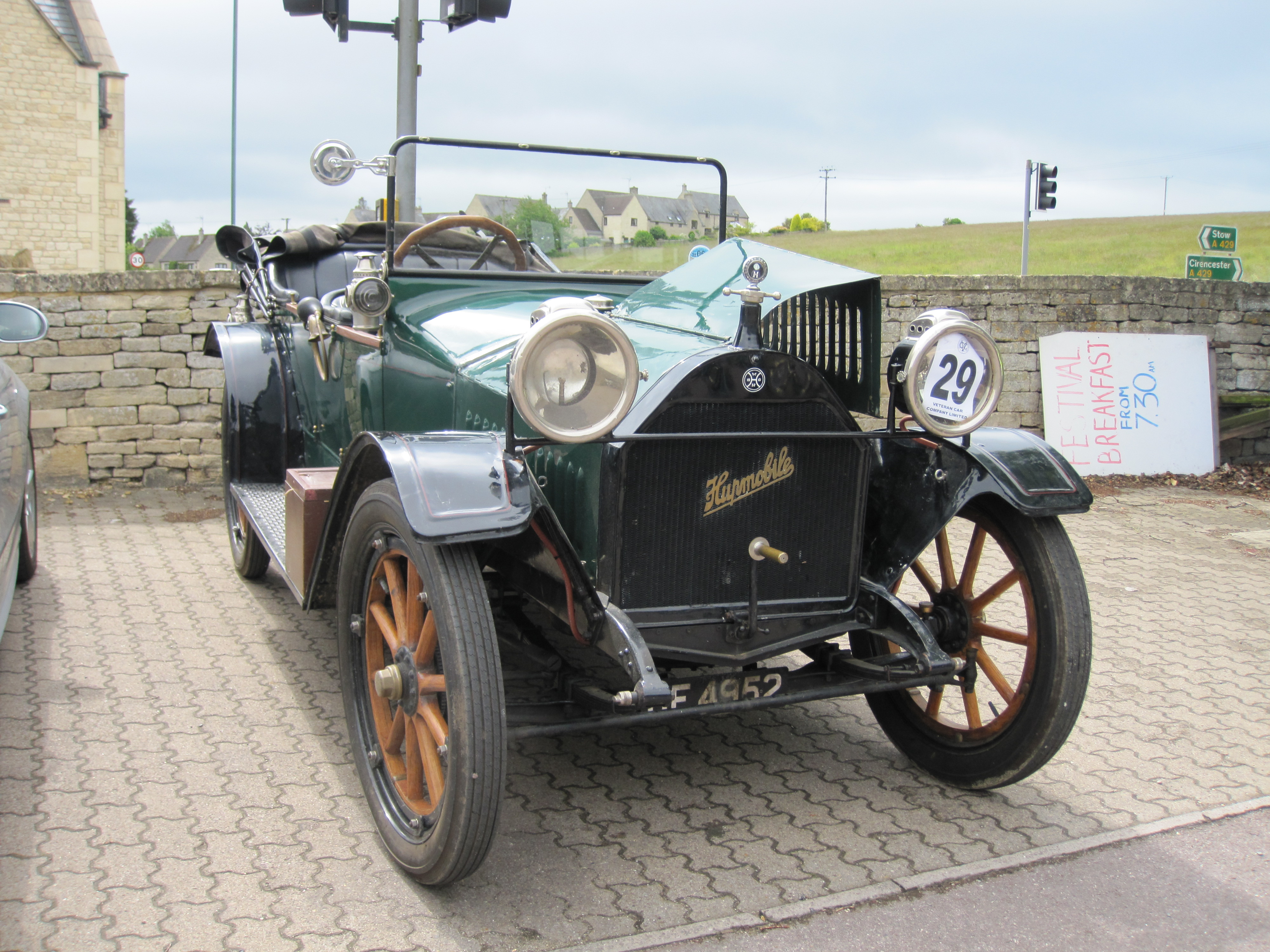
Modelo 32 Touring (1913)

Mientras las carrocerías del Hupp 32 estaban en producción, Budd y Ledwinka se independizaron y formaron la Edward G. Budd Manufacturing Company. En 1914, Ledwinka solicitó y recibió una patente para el proceso de fabricación de carrocerías totalmente de acero. Sin embargo, Budd perdió más tarde un litigio por infracción de patente que entabló contra la C.R. Wilson Body Company, cuando el tribunal sostuvo que la patente de Ledwinka no era válida. "[Después de que el arte se desarrolló ... Ledwinka se ha esforzado por volver atrás y cubrir con una patente lo que se había convertido en propiedad pública ... [Él] se está esforzando por poner bajo su patente procedimientos que pertenecen al público." El tribunal se basó en la producción del Hupp 32 en 1911 como un ejemplo importante de la técnica anterior. La sentencia proporciona una idea de lo que fue o no fue novedoso en el proceso para fabricar la carrocería del Hupp 32.
Varios miles de automóviles de turismo de acero se fabricaron antes de que Nelson renunciara como ingeniero jefe en 1912. El compromiso de Hupmobile con este enfoque de vanguardia no sobrevivió a su partida. El resto de la producción del Hupp 32 utilizó procesos de ensamblaje de carrocería convencionales.

### Expansión
Carl Wickman, un concesionario de automóviles de Hibbing, Minnesota, utilizó un modelo de 7 pasajeros sin vender como el primer vehículo de lo que se convirtió en la compañía de autobuses de largo recorrido Greyhound. En 1913 Frank E. Watts fue contratado como diseñador.
Hupp Motor Car Company siguió creciendo después de que su fundador se fuera. Hupp compitió fuertemente contra Ford y Chevrolet. DuBois Young se convirtió en presidente de la empresa en 1924, procedente de la vicepresidencia de fabricación. En 1928, las ventas habían alcanzado más de 65.000 unidades. Para aumentar la producción y manejar el crecimiento de las ventas, Hupp compró Chandler-Cleveland Motors Corporation (Chandler Motor Car) para poder disponer de sus instalaciones de fabricación.

### Caída de ventas
Las ventas y la producción comenzaron a caer incluso antes de la Gran Depresión en 1930. Una estrategia para hacer del Hupmobile un automóvil más grande y caro comenzó con la introducción en 1925 de un modelo con motor de 8 cilindros, seguido de la eliminación del Hupmobile de 4 cilindros después de 1925. (Hupmobile fabricó solo automóviles de 4 cilindros entre 1909 y 1924). Mientras buscaba un segmento del mercado más lucrativo, Hupp dio la espalda a su clientela establecida. Este fue el mismo error que cometieron por entonces muchos otros fabricantes de automóviles de precio medio. En un intento por captar todas las ventas posibles, ofrecieron muchos modelos diferentes. Con el bajo volumen de producción de Hupmobile, el resultado se tradujo en que no se pudo producir ningún modelo en cantidad suficiente para lograr una economía de escala.

### Nuevos modelos

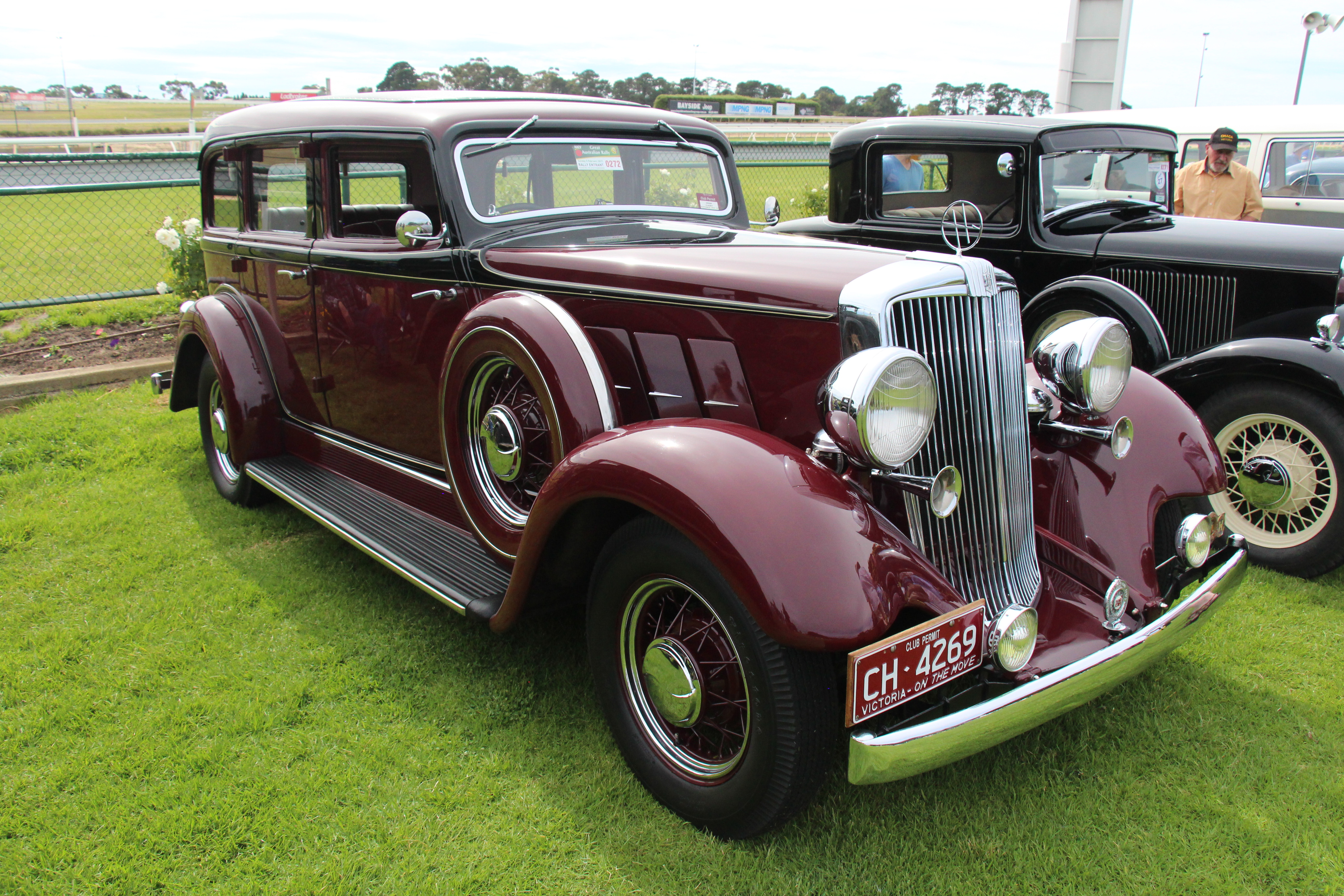
Modelo K "cyclefender" (1933)

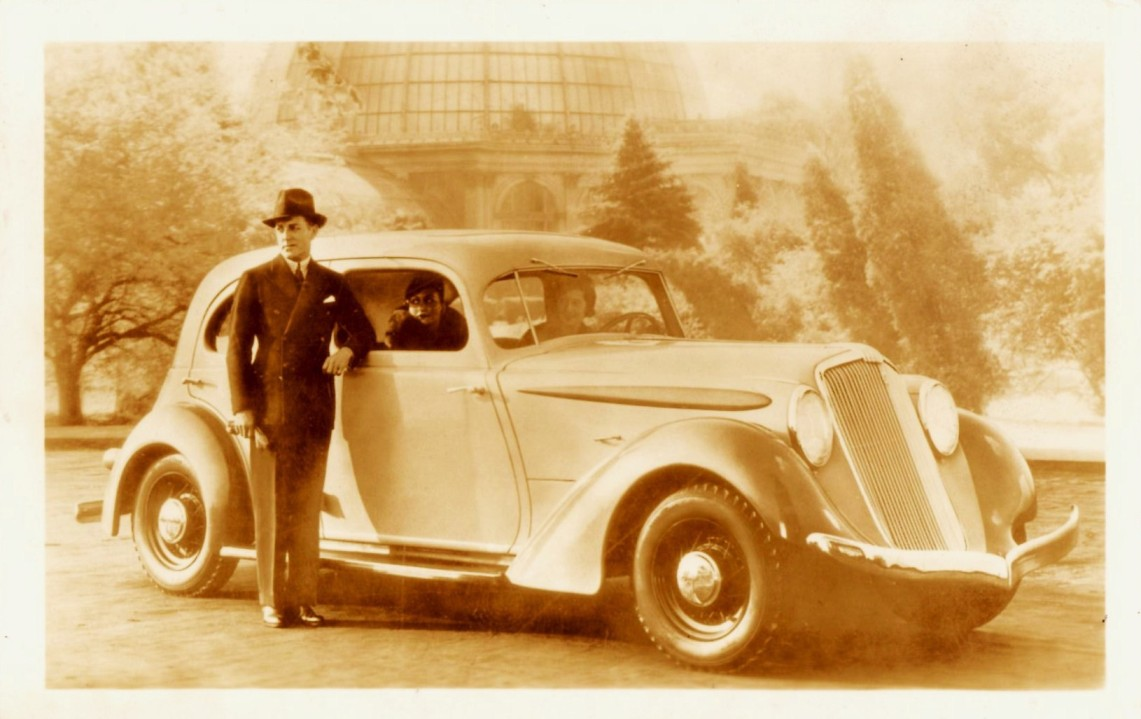
Modelo J Aero-Dynamic, diseño de Raymond Loewy (1934)

Hupp abandonó su línea de productos de estilo más conservador y recurrió al diseñador industrial Raymond Loewy para perfilar el estilo de su Hupp cyclefender de 1932, un descapotable llamativo con buenos resultados en las pistas de carreras, pero las ventas continuaron cayendo. 1934 vio la introducción de un cambio de estilo llamativo, denominado "Aerodinámico" por Loewy, así como la aparición de la Serie 417-W de menor precio, que utilizaba carrocerías Ford ligeramente modificadas fabricadas por Murray.

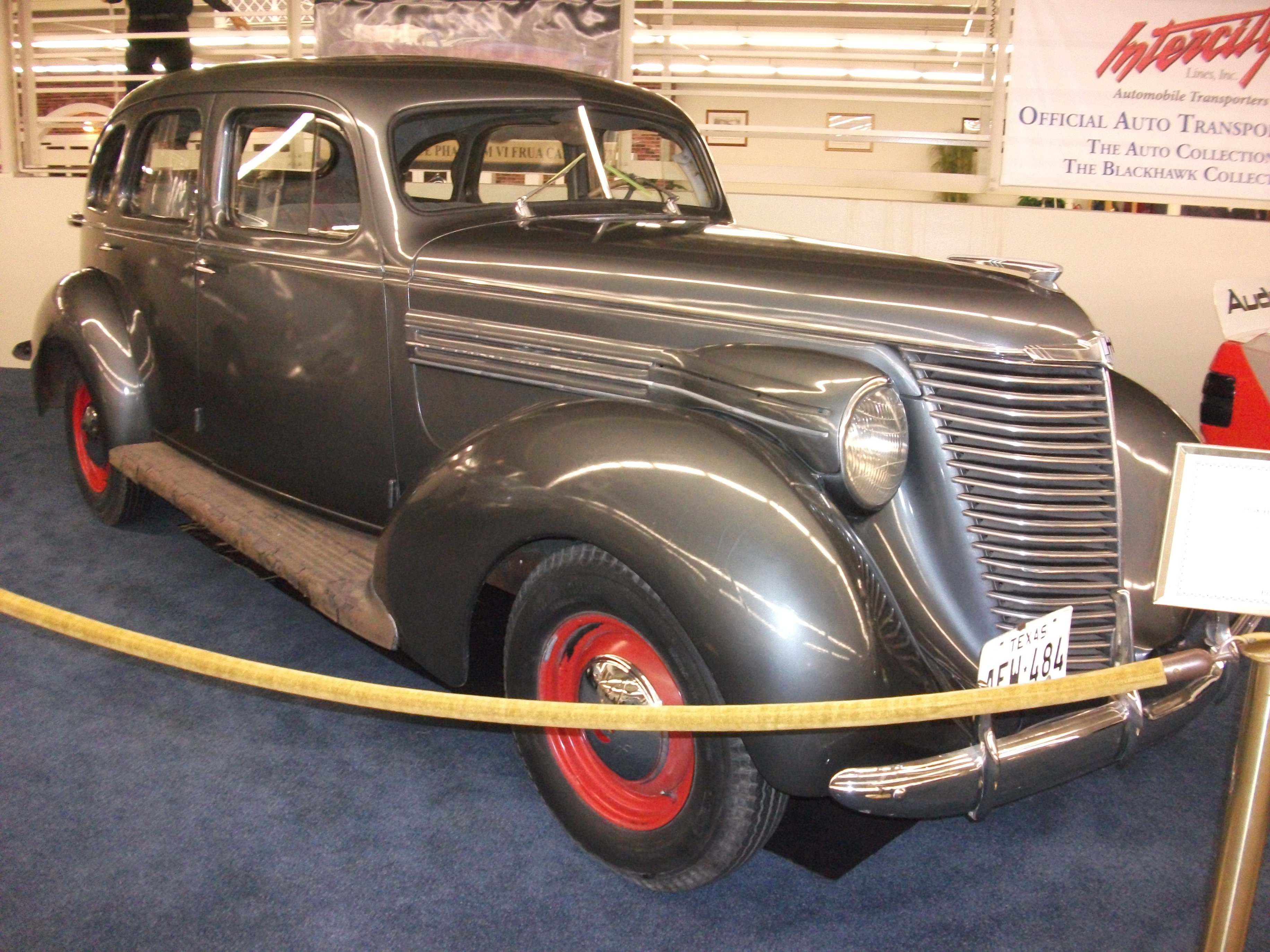
Modelo E (1938)

A pesar de las innovaciones técnicas, las disputas entre los accionistas y un intento de adquisición hostil en 1935 pasaron factura a la empresa. En 1936 se vio obligada a vender algunas de sus plantas y activos, y en 1937 Hupmobile suspendió la fabricación.
Se presentó una nueva línea de automóviles con motores de seis y ocho cilindros para 1938, pero en ese momento Hupp tenía muy pocos concesionarios y las ventas eran decepcionantemente bajas.
En un movimiento desesperado por recuperar el mercado, el 8 de febrero de 1938, Hupmobile adquirió las matrices de producción del Cord 810 diseñado por Gordon Buehrig, pagando 900.000 dólares estadounidenses por el utillaje. Hupmobile esperaba que el uso del llamativo diseño de Cord en un automóvil convencional de menor precio, llamado Skylark, devolvería la salud financiera a la empresa. Los pedidos entusiastas llegaron por miles, pero los retrasos en la producción generaron muchos problemas de atención al cliente.

### Empresa conjunta

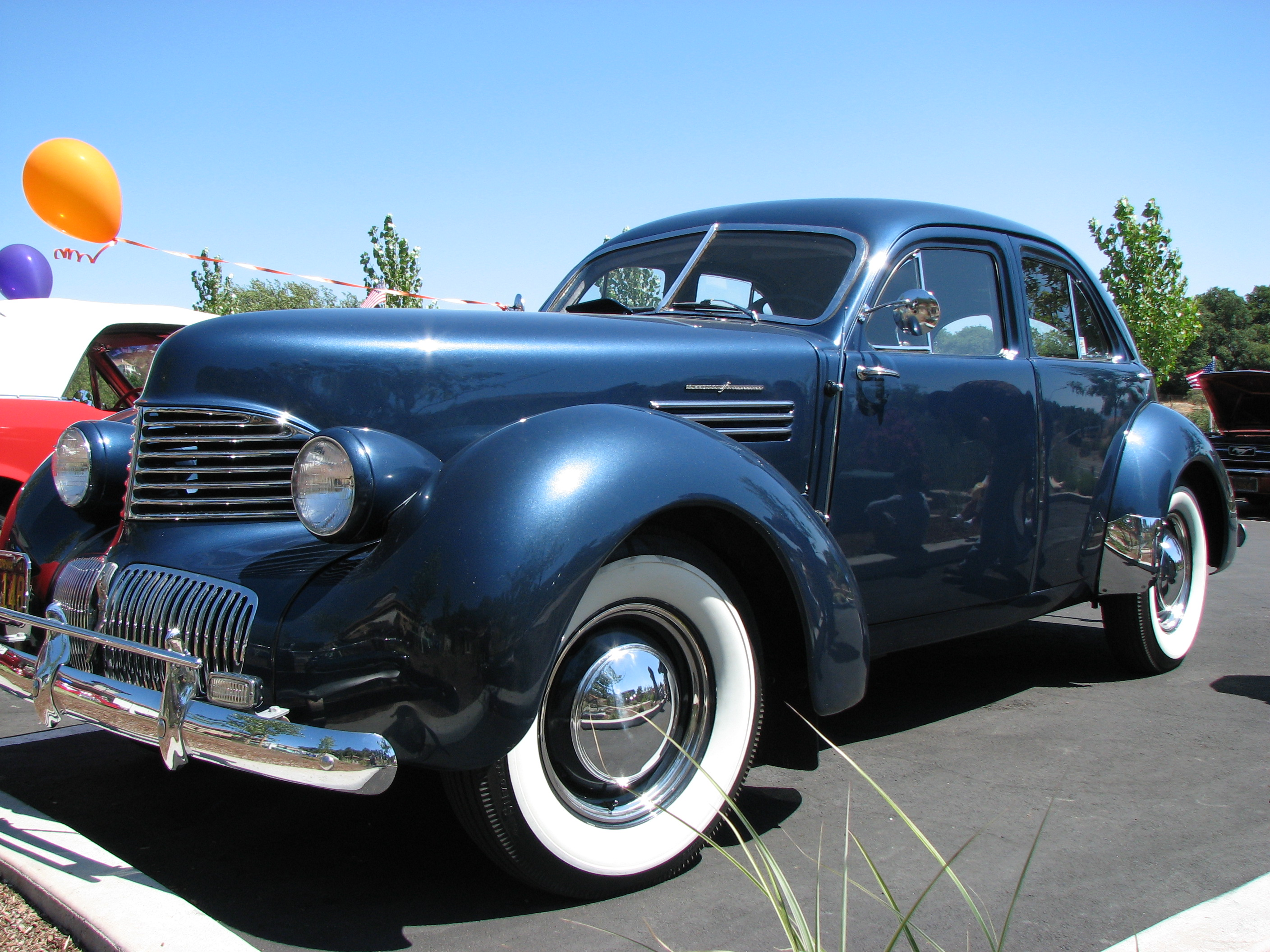
Graham Hollywood (1941)

Al carecer de instalaciones de producción adecuadas, Hupmobile se asoció con la Graham-Paige Motor Co., también inmersa en problemas financieros, para compartir los troqueles procedentes de Cord. Hupmobile y Graham vendieron modelos similares, todos construidos en las instalaciones de Graham-Paige. Si bien cada marca usaba su propio tren motor, la edición de Graham, llamada Hollywood, se diferenciaba del Skylark en algunos detalles menores.

### Cierre
En 1939 finalmente comenzaron las entregas del Hupmobile Skylark. Desafortunadamente, se había tardado muchos años en producirlo, y la mayoría de los pedidos habían sido cancelados. La producción duró solo un par de meses y únicamente se produjeron 319 Skylarks. Hupmobile cesó la producción a finales del verano. Graham-Paige suspendió la producción poco después de que el último Hupmobile saliera de la línea de montaje.

## Innovaciones técnicas
En un esfuerzo constante por seguir siendo competitivo, Hupp introdujo una serie de características nuevas, siendo uno de los primeros fabricantes estadounidenses en equipar sus coches con "piñón libre", un dispositivo que gozó de una inmensa, pero breve, popularidad en los automóviles en la década de 1930. Hupmobile también fue pionera en los calentadores de aire fresco para automóviles, con el sistema Evanair-Conditioner.

## Legado
En 1914, Eric Wickman intentó montar un concesionario Hupmobile, pero no pudo vender los coches, por lo que comenzó a transportar mineros en uno de los vehículos y fundó la compañía de autobuses Greyhound Lines. La Liga Nacional de Fútbol Americano se creó en el concesionario Hupmobile de Ralph Hay en Canton (Ohio), en 1920.
La rejilla del Skylark inspiró más tarde las rejillas utilizadas en los modelos Lincoln Continental en la década de 1940. Su tecnología de calentadores se adoptó ampliamente en la industria. Buick adquirió el nombre Skylark para el Buick Skylark en 1953. El Edificio Hupmobile en Omaha (Nebraska) es un destacado hito histórico en la ciudad. El edificio del concesionario en Washington D. C. es ahora el H Street Playhouse.

## Modelos
Entre los modelos más destacables de Hupmobile, figuran:
- Hupmobile Club Sedan - R
- Hupmobile Touring - E

## Galería

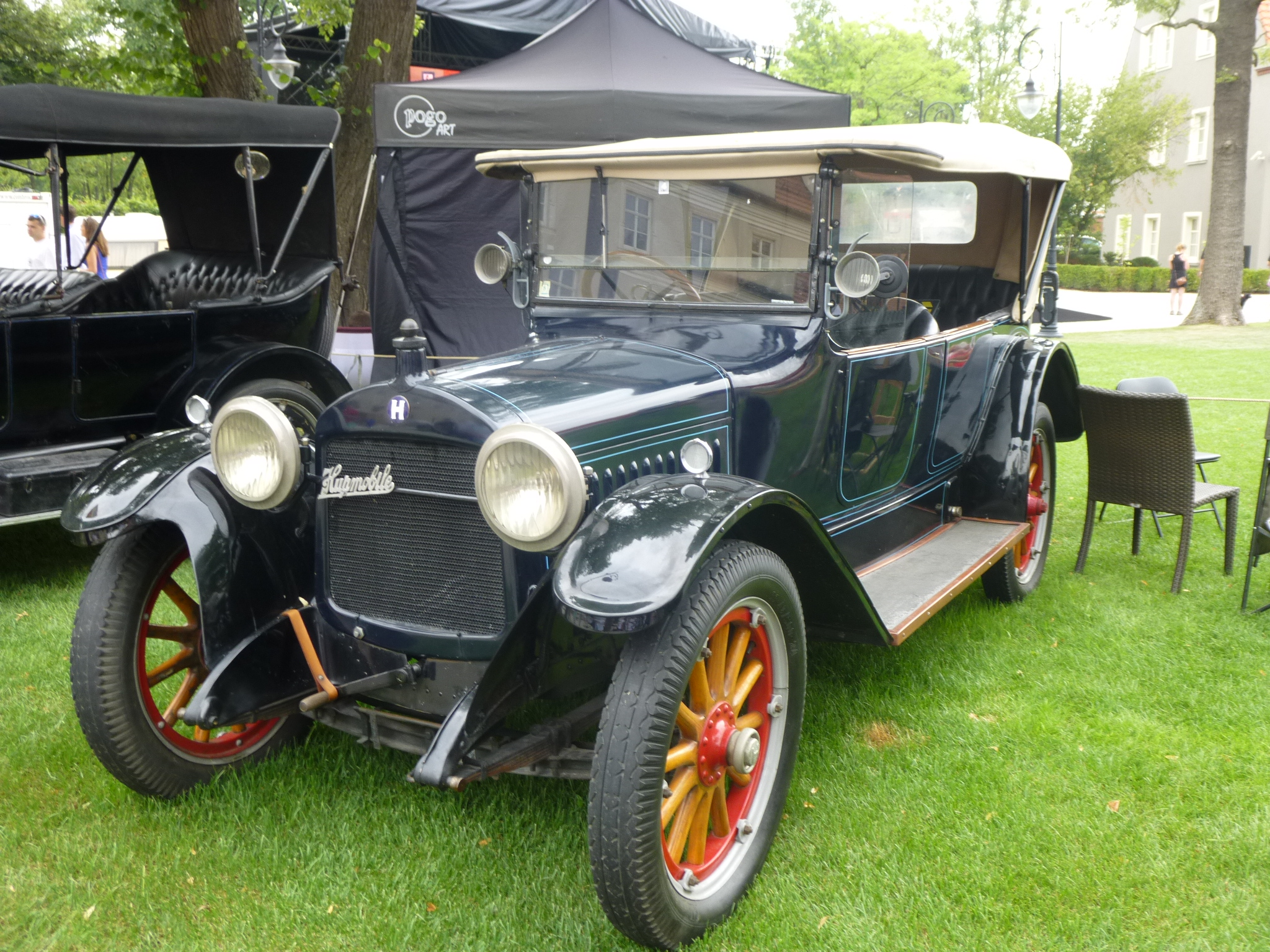
1915 Modelo N Touring Car – cuatro cilindros
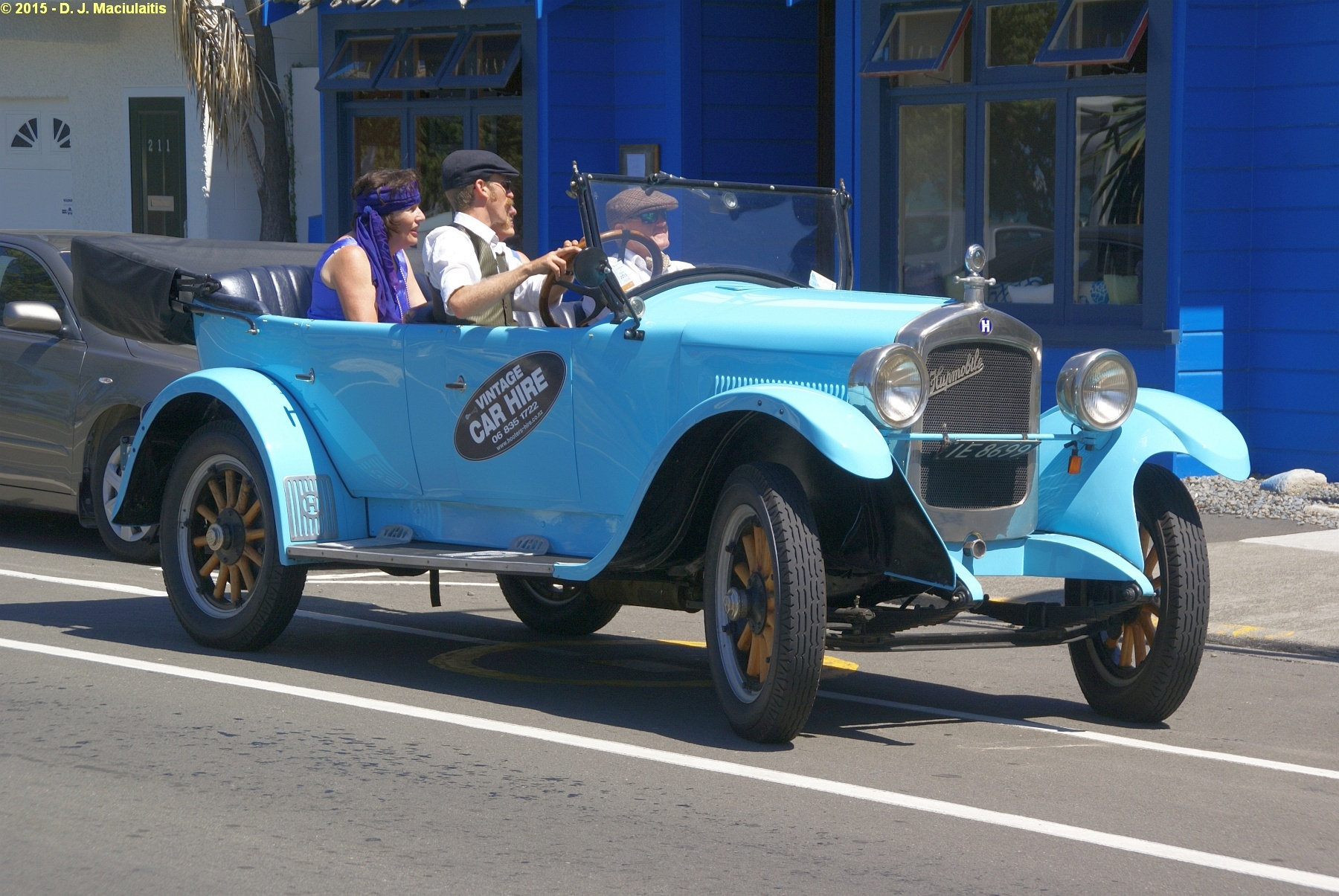
1925 Modelo R Touring Car – cuatro cilindros
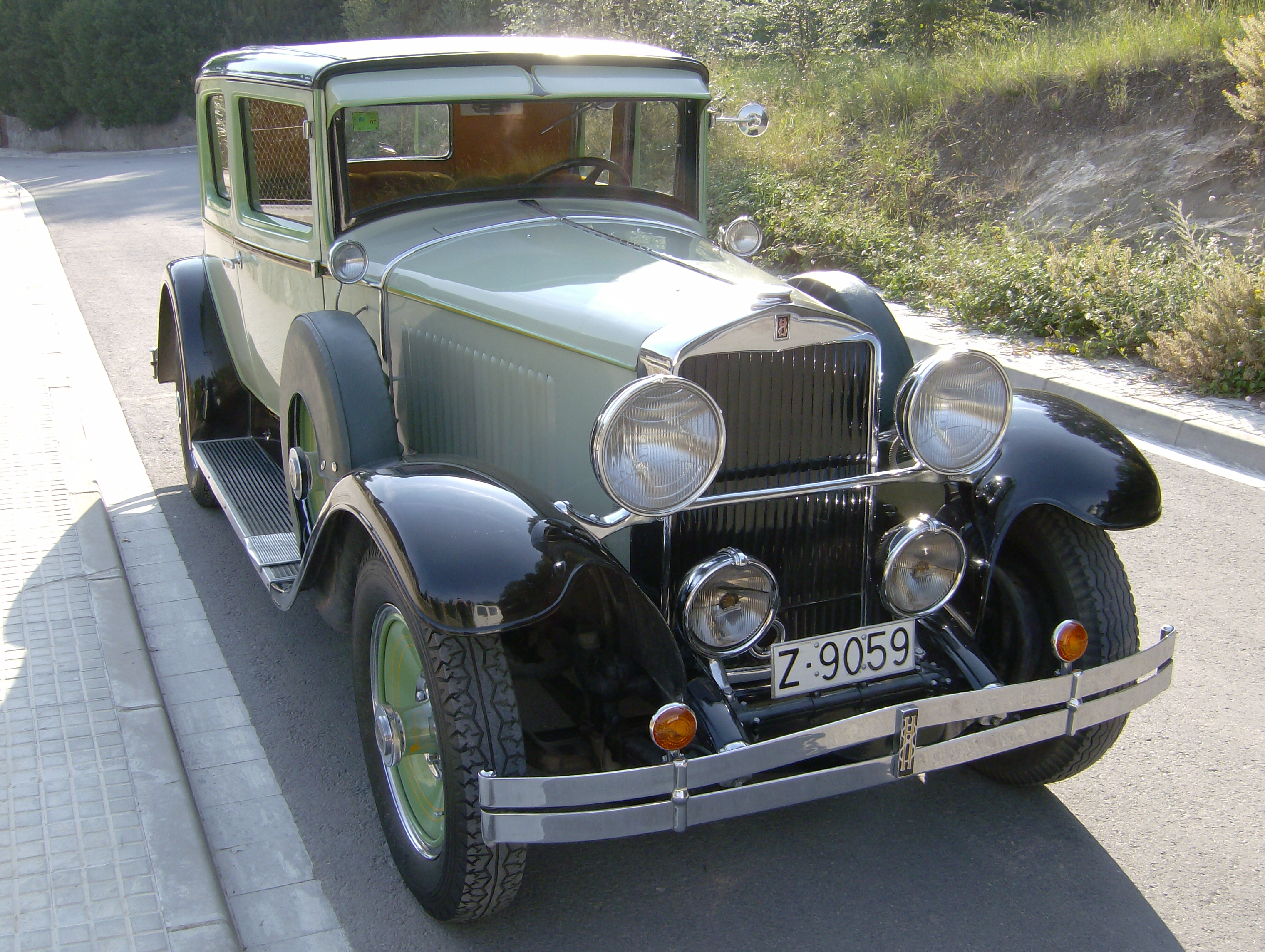
1929 Modelo M Opera Cupé – ocho cilindros
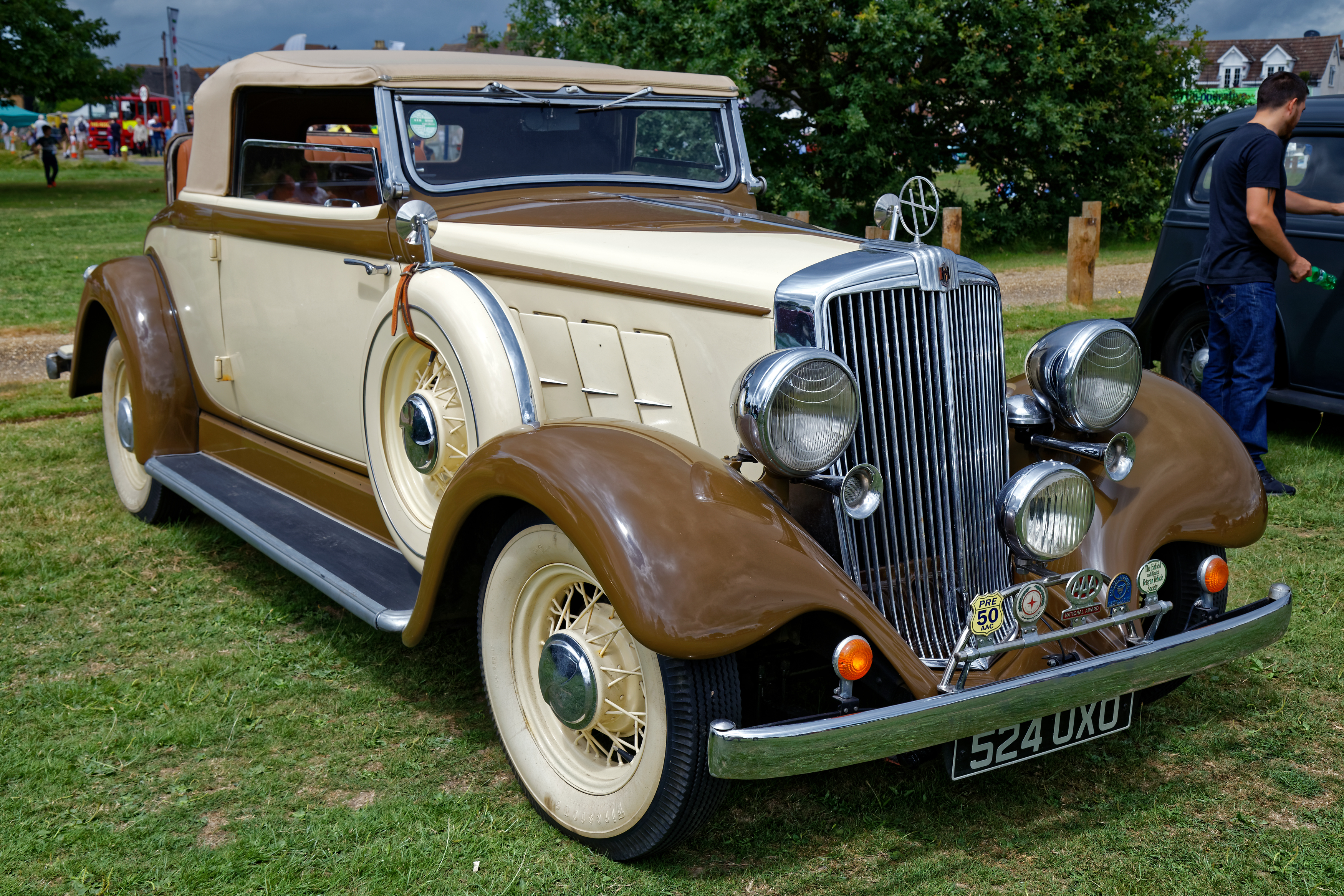
1933 Modelo KK Cupé – seis cilindros
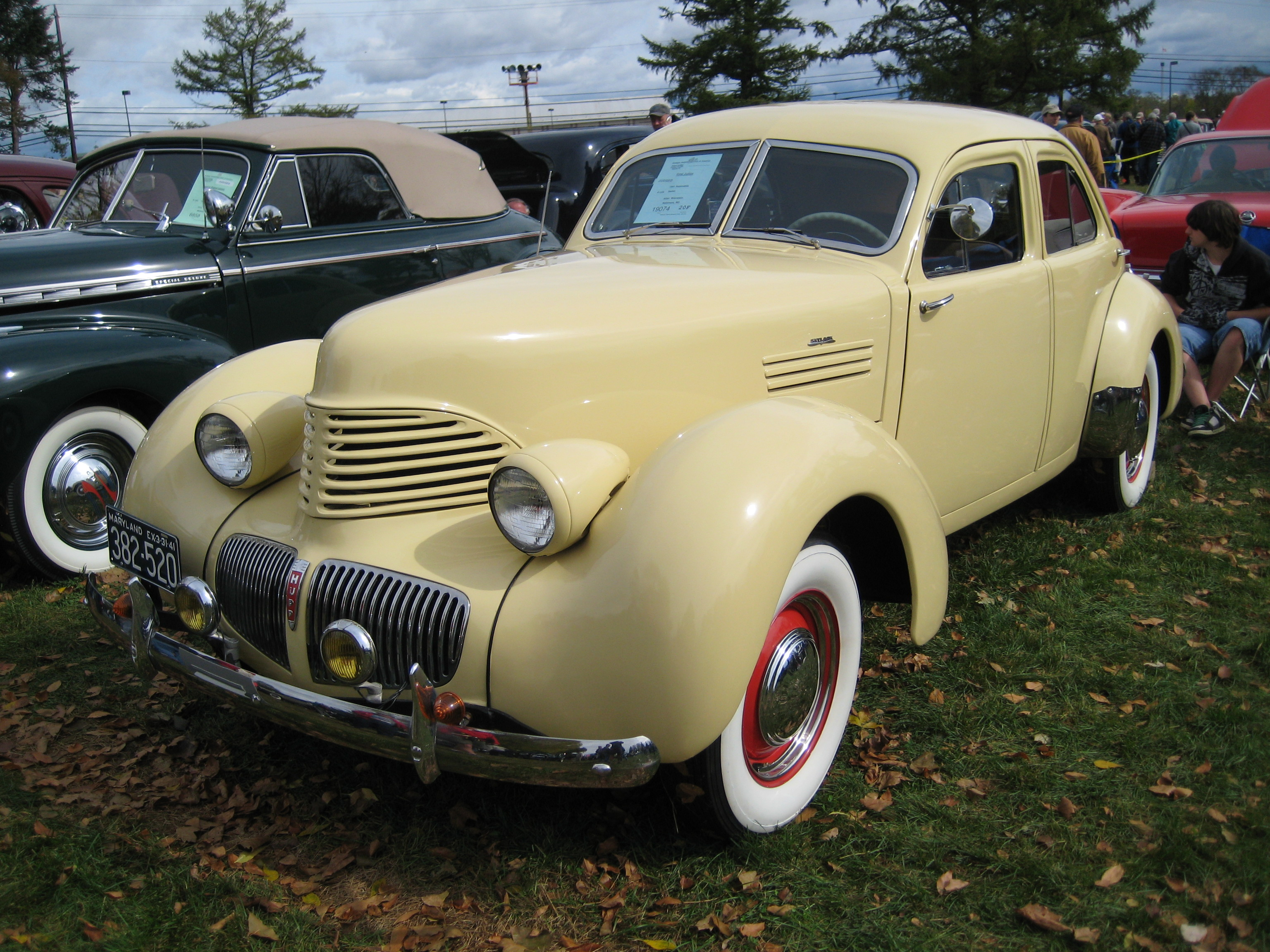
1941 Skylark – seis cilindros